# Dapania
Dapania, rod drvenastih biljaka iz porodice ceceljevki s 3 vrste lijana rasprostranjenih po zapadnoj Maleziji i Madagaskaru. Vrsta Dapania grandifolia može se javiti kao lijana ili manje drvo.
Rod je opisan u Ned. Kruidk. Arch. 3: 381. 1855.

## Vrste
1. Dapania grandifolia Veldkamp; Bporneo
2. Dapania pentandra Capuron; Madagaskar
3. Dapania racemosa Korth;Tajland; poluotočna Malezija (Perak); +Singapur; Sumatra; Borneo

## Sinonimi
- Nema.